# سيدي قاسمحروش (انويرات)
سيدي قاسمحروش هي إحدى مشيخات المملكة المغربية، تتبع جغرافيا لإقليم سيدي قاسم وإداريًا لانويرات. يقدر عدد سكانها بـ 5669 نسمة حسب الإحصاء الرسمي للسكان والسكنى لسنة 2004.